# 侯傅邦
侯傅邦（16世紀—17世紀），字君霖，號道華，浙江溫州府樂清縣（今樂清市）人，明朝政治人物。

## 生平
侯傅邦是萬曆二十二年（1594年）舉人，萬曆三十二年（1604年）成進士，獲授工部主事，歴员外、郎中。其後在李橒擔任廣東屯田道僉事期間外任廣州知府，在當地停收市舶的例金，平反獄事；舉人黎崇勛談論兵事被判入獄，他大力證實其清白，又罷去征討澳門的言論，監察買辦，辭去從中抽佣最多者。
侯傅邦因母親苦於廣州的炎熱天氣，向朝廷請求奉母歸鄉，獲准送到嶺後就回來。然而他過嶺後就回到家鄉，不再當官，一年多後去世。

## 家族
祖父侯廷訓，父侯一元，子侯应宾，皆进士。

## 著作
著有《草茆文集》《侯君霖诗集》。

## 引用
1. ↑  《万历三十二年甲辰科进士履历便览》：侯傅邦，道華，甲戌十一月二十四日，甲午科，都察院政，乙巳授工部主事，管台基厂，己酉升营缮司员外，本年升屯田司郎中，己酉升廣州知府，辛亥致仕，卒。
2. 1 2  道光《樂清縣志·卷八·人物上》：侯傅邦，字君霖，萬歷甲辰進士。歷工部郎，出知廣州，卻市舶例金，平反庶獄。舉人黎崇勛以談兵繫獄，力白出之。罷征澳彝議，察大駔交關市司，嘬利太甚者去之。
3. ↑  道光《樂清縣志·卷十·選舉》：萬曆二十二年甲午科（舉人）譚吉昌榜 侯傅邦 甲辰進士。
4. ↑  《王以寧奏疏》：准專理鹽屯水利道廣東按察司僉事李橒備行廣州府查議，隨據本府知府侯傅邦看得本府越俎而談……
5. ↑  道光《樂清縣志·卷八·人物上》：以母苦炎蒸思鄉土，乞奉母歸，台使者許其送母逾嶺即返，邦傅度嶺遂歸，不復之官。後歲餘卒。  府志。康熙志。